# 続・蘭の女 官能のレッドシューズ
『続・蘭の女 官能のレッドシューズ』（The Red Shoes Diaries）は、ザルマン・キング監督のエロティックな恋愛映画。蘭の女の続編で世界観は共通で、ブリジット・バーコの初主演作。恋人がいながら他の男と関係を持ち手首を切り自殺した女の二人の男の間で揺れる生前の様子と悲哀を描く。主人公が死亡した後に物語が開始されるという珍しい内容である。

## ストーリー
美しい恋人アレックスが自殺した。葬式の後、恋人のジェイクは遺品の整理の最中に赤い日記帳を見つける。そこにはアレックスがジェイクを愛していながらも、一目惚れしたトムとの間で揺れているという秘密が綴られていた。トムには赤いレッドシューズをプレゼントされ、ジェイクにはプロポーズされ精神的に不安定になったアレックスは罪の意識から自ら命を絶ってしまう・・・。それを知ったジェイクはケジメをつけるためトムにバスケットボールでの試合を提案する。

## 登場人物
- アレックス・ウィンターズ：ブリジット・バーコ

本作の主人公でジェイクの恋人。職業はインテリアデザイナーで友人でもある秘書と共に小さな会社を営んでいる女社長である。一日、14時間も働いている。奔放な性格で幼い頃から精神病を患っており精神的に不安定で母親とは不仲である。ジェイクとの愛は永遠のものと思われたが、車に轢かれそうになったところをトムに助けられて一目惚れしてしまう。二人の男との間で揺れ関係を清算することができず精神的に不安定になっていき、
水を張った浴槽にドレス姿でトムの買ってくれたレッドシューズを履き手首を切りジェイクとの想い出を思い出しながら水中へと沈み永遠の眠りについた。物語の開始時にすでに自殺により死亡して故人となっており、物語はアレックスとジェイクの回想という形でスタートする。生前に秘密を綴った赤い日記帳を残しておりそれがジェイクに自殺の真相を知らせることになる。悩んでいた際に恋愛経験豊富な女性の書籍を新聞の記事を通して募集しようとしていた。続編のドラマシリーズ『赤い靴（ヒール）を抱く女』では回想シーンに登場。蘭の女シリーズ唯一の死者である。
- ジェイク：デイヴィッド・ドゥカヴニー

アレックスの恋人で職業は建築家。トムと違い誠実にアレックスを愛する。仕事の忙しさにかまけてアレックスをないがしろにしてしまい不安定にしてしまう。アレックスにプロポーズするがその想いが報われることはなかった。
アレックスの日記を見つけて事の真相を知り、バスケットで区切りをつけるためトムと試合して勝利し、アレックスの意思を継ぎ恋愛経験豊富な女性に自分の書いた恋愛経験の書籍を募集しているという内容を新聞の広告に記載してもらい、その募集記事の名前を「書籍箱レッドシューズ」と名付けてステラを連れていずこかへと旅立つ。続編のドラマシリーズ『赤い靴（ヒール）を抱く女』にも登場する。　　　　　　　　　　　　　　　　　　　　　　　　
- トム：ビリー・ワース

工事の作業員や靴屋の店員をやっているフリーター。トムというのは友人達の愛称で本名は「トーマスJr」。工事現場でアレックスに出会い一目惚れされる。出会った当初は紳士的な態度をとっていたが、その本性は下品かつ粗暴でありかなり乱暴な喋り方をする。ジェイクと違い野生的にアレックスを愛する。
ジェイクとのバスケットの試合に負け、アレックスが自殺したことを知らされ傷心のまま何処かへと去って行った。　　　　　　　　　　　　　
- ステラ

アレックスの愛犬で性別は雌だと思われる。アレックスはもちろんのこと恋人のジェイクにもなついている。アレックスの自殺時には眠っており気付かなかった。アレックスの死後はジェイクに飼われることとなる。

## キャスト
- ブリジット・バーコ：アレックス・ウィンターズ
- デイヴィッド・ドゥカヴニー：ジェイク
- ビリー・ワース：トム